# ساکن (فیلم ۲۰۱۱)
ساکن (به انگلیسی: The Resident) یک فیلم دلهره‌آور بریتانیایی محصول سال ۲۰۱۱ به کارگردانی آنتی یوکینن با بازی هیلاری سوانک و جفری دین مورگان است. سوانک در نقش زنی بازی می‌کند که اخیراً مجرد شده‌است، و یک آپارتمان در شهر نیویورک اجاره می‌کند و شک می‌کند که کسی در حال تعقیبش است.
این فیلم در تعداد محدودی از سینماهای آمریکا در ۱۷ فوریه ۲۰۱۱ نمایش داده شد و سپس در ۲۹ مارس ۲۰۱۱ به صورت دی‌وی‌دی در ایالات متحده منتشر شد.

## داستان
جولیت دورو، جراح اورژانس، آپارتمانی را در شهر نیویورک از مکس اجاره می‌کند. جولیت اخیراً پس از اینکه همسرش جک را در رابطه نامشروع بود، درخواست طلاق داده‌است، اما هنوز هم نسبت به او احساسات دارد. بدون اینکه ژولیت بداند، شخصی او را تعقیب می‌کند، او را از آن طرف خیابان مشاهده می‌کند و ظاهراً وارد آپارتمانش می‌شود و …

## بازخوردها
در جمع‌آوری نقد راتن تومیتوز، گزارش می‌دهد که ۳۵ درصد از رای ۳۱ منتقد مورد بررسی، نقد مثبتی به فیلم داده‌اند. میانگین امتیاز ۴٫۵ از ۱۰ بود.
کات کلارک از گاردین به این فیلم امتیاز ۲ از ۵ داد و آن را «عمومی و متناوب احمقانه» نامید.

## رمان‌نویسی
رمانی از این فیلم توسط فرانسیس کاتام نوشته شد و توسط انتشارات آرو با همکاری همر و گروه رندوم هاوس در سال ۲۰۱۱ با شماره شابک ۹۷۸-۰-۰۹-۹۵۵۶۲۵-۱ منتشر شد.